# Stari Mikanovci
Stari Mikanovci est un village et une municipalité située dans le comitat de Vukovar-Syrmie, en Croatie. Au recensement de 2001, la municipalité comptait 3 387 habitants, dont 98,79 % de Croates et le village seul comptait 2 710 habitants.

## Localités
La municipalité de Stari Mikanovci compte 2 localités : Novi Mikanovci et Stari Mikanovci.